# Chigorodó
Chigorodó là một khu tự quản thuộc tỉnh Antioquia, Colombia. Thủ phủ của khu tự quản Chigorodó đóng tại Chigorodó Khu tự quản Chigorodó có diện tích 684 ki lô mét vuông. Đến thời điểm ngày 28 tháng 5 năm 2005, khu tự quản Chigorodó có dân số 38660 người.